# Дутчак Ярослав Йосипович

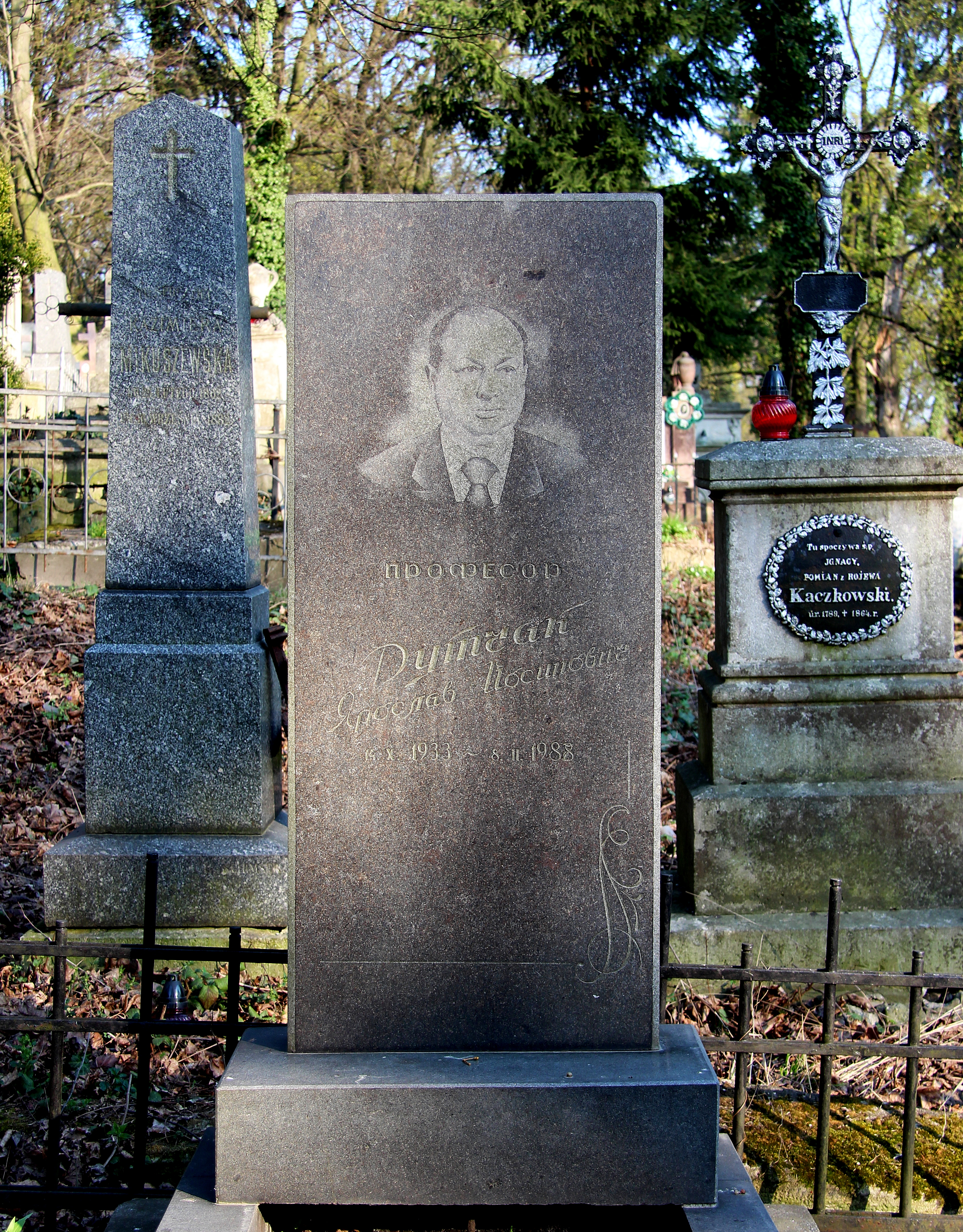

Дутчак Ярослав Йосипович (14 жовтня 1933, с. Гаї-Смоленські — 8 лютого 1988, м. Львів) — український фізик, доктор фізико-математичних наук, професор.

## Біографія
1956 р. закінчив фізичний факультет Львівського державного університету ім. І. Франка. У 1956—1962 рр. — асистент, 1962—1963 рр. — доцент, 1963—1988 рр. — ініціатор створення та завідувач кафедри рентгенометалофізики Львівського університету. У 1999 році кафедру перейміновано на кафедру фізики металів.
У 1967 захистив докторську дисертацію на тему «Деякі результати досліджень з фізики рідких металів та тонких плівок».

## Наукові інтереси
Був ініціатором і брав участь у розвитку експериментальної бази і наукових досліджень на кафедрі рентгенометалофізики. Засновник наукової школи з фізики рідких металів. Наукові інтереси: фізика тонких плівок, фізичне матеріалознавство, рентгенівська спектроскопія; дослідження структури і фізичних властивостей рідких металів, динаміки кристалічної ґратки, електрофізичних властивостей; рентгенографія, електронна і растрова мікроскопія.

## Досягнення

Погруддя на фасаді фізичного факультету ЛНУ

Керівник 2 докторських, 50 кандидатських дисертацій. Автор близько 400 наукових праць, зокрема, Рентгенография жидких металлов (Львів, 1977); Методология исследования развития сложных систем: Естественнонаучный подход (1974; с соавт.); Стабильность превращения и фазовые равновесия в металлических системах (Белград, 1988; с соавт.); Молекулярна фізика (Львів, 1973); Молекулярна фізика (1990; зі співат.); Фізика металів (1993; зі співат.).
Член координаційних рад при АН УРСР і Мінвузі України з фізики рідкого стану, фізики твердого тіла, організаційних комітетів з проведення наукових конференцій, неодноразово очолював їх, упродовж 10 років очолював спеціалізовану раду з захисту докторських і кандидатських дисертацій, відповідальний редактор Вісника Львівського університету. Серія фізична. За видатні досягнення в науковій діяльності отримав Державну премію України в галузі науки і техніки (1983).
Помер у Львові, похований на 20 полі Личаківського цвинтаря.